# Mark Trombino
Mark Trombino (23 maggio 1966) è un produttore discografico e batterista statunitense.
È attivo dal 1991. Ha collaborato con Drive Like Jehu, Rocket from the Crypt, Jimmy Eat World, Boy's Life, Knapsack, Blink-182, Three Mile Pilot, Mineral, The Hippos, Midtown, Jebediah, Finch, The Starting Line, Gob, Something Corporate, The Living End, Rilo Kiley, Denver Harbor, The Bled, Gyroscope, Madina Lake, I Hate Kate, Silverstein, Valencia, Tonight Alive e molti altri.